# Parashada truncata
Parashada truncata är en fjärilsart som beskrevs av George Francis Hampson 1905. Parashada truncata ingår i släktet Parashada och familjen björnspinnare. Inga underarter finns listade i Catalogue of Life.